# Höbräken
Höbräken (Dennstaedtia punctilobula) är en örnbräkenväxt hemmahörande i östra Nordamerika.
Den växer på fuktig, halvskuggig mark i bergekskog och har grunt krypande jordstammar samt långa nedtill kala bladskaft. I Sverige förekommer den sällsynt förvildad i Göteborgstrakten.